# جوزيبي ليون
جوزيبي ليون هو لاعب كرة قدم إيطالي، ولد في 11 مايو 2001 في تورينو في إيطاليا.